# Cadillac Série 355
 (décembre 2019).
Si vous disposez d'ouvrages ou d'articles de référence ou si vous connaissez des sites web de qualité traitant du thème abordé ici, merci de compléter l'article en donnant les références utiles à sa vérifiabilité et en les liant à la section « Notes et références ».
La Cadillac Series 355 a été fabriquée par Cadillac de 1931 à 1935. Il s'agissait d'une voiture 8 cylindres, vendue en plusieurs modèles : coupé 2 portes, décapotable 2 portes ou 4 portes, berline 4 portes, berline town car 4 portes et limousine 4 portes.

## Modèles

### 355A (1931)
La série 355A de 1931 était très similaire à la série 353, sauf qu'elle était plus longue et plus basse, avait un capot plus long avec cinq ports de capot, avec des portes assorties dans le capot. La batterie et le compartiment à outils étaient maintenant sous le siège avant. Le plancher étaient en métal pour la première fois. Le tableau de bord était ovale avec les mêmes groupes de jauges que dans la série 353. La série 355 comprend un écran de radiateur, un pare-chocs à barre unique et des klaxons doubles. Le diamètre du phare a été réduit d'un pouce. Il y avait un nouveau cadre avec des rails latéraux divergents. Les ressorts de suspension étaient désormais recouverts de métal. Le radiateur était monté plus bas dans le châssis et il y avait maintenant un réservoir de condenseur pour le refroidissement. Le moteur était le même moteur V8 à tête en L de 5,8 L que sur la série 353, donc la désignation de la série ne correspondait plus au placement. La puissance du moteur était de 95. Une suspension de moteur à cinq points, similaire à la Cadillac V-16, a été utilisée. Un silencieux d'admission a été ajouté et le distributeur a été monté à 1,5 po (38 mm) plus haut. Le ventilateur était monté plus bas pour correspondre au radiateur inférieur. Les ventes de l'année modèle ont totalisé 10 717,.

### 355B (1932)
La série 355B de 1932 était encore plus long et plus bas, avec un ensemble avant entièrement redessiné. La ligne de toit a été abaissée de 1 à 3 po (25 à 76 mm). Le capot plus long avait maintenant six ports de capot. Le nouveau style avant incluait une calandre plate intégrée dans la coque du radiateur, des phares et des feux latéraux de forme de balle rationalisée et l'élimination de la barre de fixation d'aile et de la barre de monogramme. Les trompettes des doubles klaxons se projetaient à travers les montants des phares. Les lentilles des phares avaient un diamètre de 241 mm (9,5 pouces). Les feux arrière doubles correspondaient aux phares avant. Un éclairage super sûr comportait trois ampoules à filament et quatre positions de contour pour le degré et l'angle d'éclairage. La plaque d'immatriculation avant était montée sur le pare-chocs. Les marchepieds incurvés pour correspondre au balayage des ailes avant étaient intégrés aux ailes arrière. Le coffre de la berline town car, du coupé town car et du coupé décapotable cinq places faisait partie intégrante de la carrosserie. La vision du conducteur a été améliorée de 30 % grâce à l'élimination de la visière extérieure et à la construction d'un pare-brise incliné de 12 degrés ainsi que des poteaux d'angle. Il y avait un grand ventilateur sur le capot et aucun sur les côtés. Toutes les moulures de carrosseries séparées ont été éliminées. Un volant à trois branches permet une vue dégagée du combiné d'instruments en position droite. Le côté droit du tableau de bord était occupé par un «casier». La puissance du moteur est passée à 115. L'aggravation de la Grande Dépression a contribué à la chute des ventes à 2 700,.

### 355C (1933)
Les pare-chocs de la Series 355C de 1933 étaient sectionnés, avec des extrémités lisses et un centre à trois barres. La calandre a été réalisée en forme de V et s'est mélangée à la coque de radiateur peinte (chrome en option). Le bouchon du radiateur a disparu sous le capot sur le côté droit (même côté que la jauge de niveau d'huile). Le tirant d'aile, après un an d'absence, a été sectionné et la section centrale a été cachée derrière la calandre. Six portes horizontales ont remplacé les portes verticales du capot. Des guêtres de roues ont été ajoutées aux ailes avant et arrière. Le changement le plus important dans les détails de carrosserie a été l'introduction de la ventilation à contrôle individuel sans tirage (ou fenêtres de ventilation pivotantes) dans les portes avant et le quart arrière ou les vitres des portes arrière. Dans une production ultérieure, le canal d'étanchéité a été fixé au cadre de porte plutôt qu'à la vitre de façon que la fenêtre de ventilation puisse fonctionner indépendamment de la vitre. Le pare-brise et les vitres latérales arrière étaient fixes. L'absence d'un mécanisme de commande d'essuie-glace sur la voiture fermée a permis de dissimuler le moteur d'essuie-glace derrière le tableau de bord. Le ventilateur de capot a été dérouté et vidangé de manière à être étanche à la pluie. Les changements de châssis étaient peu nombreux et mineurs. Les modifications apportées aux soupapes des amortisseurs ont élargi la gamme du système de contrôle de conduite. Au cours de l'année modèle, le distributeur à quatre lobes à deux points a été remplacé par une unité à huit lobes à un seul point. Une radio était facultative. Les ventes de l'année modèle étaient de 2 100,..

### 355D (1934)
Le modèle 355D de 1934 a été entièrement redessiné et monté sur un châssis entièrement nouveau, mais a utilisé le même moteur qu'en 1933. Le modèle 355 était divisé en trois séries, les Series 10, 20 et 30. Les carrosseries des séries 10 et 20 ont été construites par Fisher et celles de la série 30 par Fleetwood. Les carrosseries de la série 30 étaient partagés avec les Cadillac V-12 et V-16. Le style met l'accent sur la rationalisation, y compris la dissimulation de toutes les caractéristiques du châssis, à l'exception des roues. La construction de la carrosserie a été améliorée pour une meilleure isolation contre la chaleur du moteur et la réduction du bruit du moteur, de la route et du vent. Les pare-chocs étaient une conception de biplan élégante mais inefficace, montée contre des ressorts télescopiques. La grille était en forme de V et inclinée, insérée dans une coque peinte. Bien que l'utilisation restreinte du chrome soit une caractéristique de l'ornementation globale, une coque de radiateur chromée était disponible en option. Les klaxons et le bouchon de remplissage du radiateur étaient cachés sous le capot. Les phares multifaisceaux Teardrop Guide ont été montés sur des supports profilés fixés aux ailes. Les feux de stationnement ont été montés sur les supports de phares. Des ailes en forme de profil aérodynamique ont été placées bas sur le châssis. Les seuils de capot étaient hauts avec toute la forme de l'aile moulée dans la coque du radiateur. Un curieux pli horizontal a brisé le contour du nez des ailes. Les capots s'étendant presque jusqu'au pare-brise portaient des volets de type volet de panneau latéral. Les pare-brise étaient fixes et fortement inclinés; 18 degrés sur les carrosseries Fisher, 25 degrés à plat ou 29,5 degrés en V sur les carrosseries Fleetwood. Les carrosseries étaient inférieurs de 2,0 pouces (51 mm) par rapport aux modèles précédents. L'espace passager supplémentaire dans le compartiment avant a été obtenu en déplaçant le levier de frein à main vers la gauche du conducteur, sous le tableau de bord. Les ailes arrière étaient en forme de profil aérodynamique et portaient des feux arrière assortis aux phares avant. Le remplissage du réservoir d'essence se trouvait sur le côté gauche à l'arrière de la carrosserie, sur les carrosseries Fleetwood dans l'aile arrière gauche. Toutes les carrosseries comportaient un pont arrière en castor qui recouvrait complètement le châssis. Sur les carrosseries Fleetwood, les pièces de rechange était dissimulée sous le pont arrière, à moins que des supports de garde-boue en option ne soient spécifiés. Une suspension avant indépendante a été introduite, appelée knee-action. Puissance moteur augmentée à 120,.

### 355E (1935)
Le modèle 355E de 1935 est resté pratiquement inchangé par rapport à 1934. Les pare-chocs biplan de 1934 ont été remplacés par des unités plus conventionnelles. Un changement majeur a été introduit sur les carrosseries Fisher, le Turret Top tout en acier. Les carrosseries Fleetwood n'auraient pas le Turret Top avant 1936. Associé à l'équipement funéraire et ambulancier depuis de nombreuses années, Cadillac a entrepris un effort supplémentaire pour consolider ces entreprise en 1935. Trois berlines Fleetwood à sept passagers étaient proposées sur le châssis de la série 30. De plus, un châssis commercial à empattement de 160,0 pouces (4 060 mm) a été offert pour l'adaptation de corbillard et d'ambulance. La puissance du moteur a encore augmenté à 130. Les ventes combinées pour les années modèles 1934 et 1935 ont totalisé 8 318,.